# Zakowriażyno
Zakowriażyno (ros. Заковряжино) – wieś (sieło) w Rosji, w obwodzie nowosybirskim, w rejonie suzuńskim. W 2010 liczyła 1296 mieszkańców.